# بلانچ فریدریچی
بلانچ فریدریچی (انگلیسی: Blanche Friderici؛ ۲۱ ژانویهٔ ۱۸۷۸ – ۲۳ دسامبر ۱۹۳۳) هنرپیشه اهل کشور ایالات متحده آمریکا بود.

## فیلمشناسی
- در یک شب اتفاق افتاد
- سیدی تامسون
- قاتل حرفه‌ای
- امشب عاشقم باش
- وداع با اسلحه
- متجاوز
- پرستار شب
- اسرار